# Максимільянув (Венґровський повіт)
Максимільянув (пол. Maksymilianów) — село в Польщі, у гміні Коритниця Венґровського повіту Мазовецького воєводства.
Населення — 142 особи (2011).
У 1975-1998 роках село належало до Седлецького воєводства.

## Демографія
Демографічна структура станом на 31 березня 2011 року:
|          | Загалом | Допрацездатний вік | Працездатний вік | Постпрацездатний вік |
| -------- | ------- | ------------------ | ---------------- | -------------------- |
| Чоловіки | 83      | 20                 | 57               | 6                    |
| Жінки    | 59      | 13                 | 29               | 17                   |
| Разом    | 142     | 33                 | 86               | 23                   |